# Pomnik SA we Wrocławiu
Pomnik Oddziałów Szturmowych (niem. SA-Ehrenmal) – częściowo zachowany pomnik nazistowski w Parku Wschodnim we Wrocławiu.

## Historia
Pomnik poświęcony pamięci Oddziałów Szturmowych – SA był zaprojektowany przez Richarda Konwiarza w roku 1935. Odsłonięto go 27 czerwca 1937 roku. Stanowił centralny punkt miejsca pamięci w Parku Wschodnim. 
Pomnik po wojnie nie został zlikwidowany, stopniowo jednak był dewastowany. W roku 2004 rozpadającą się konstrukcję podmurowano, zakryto również miejsce, w którym znajdowała się swastyka.

## Projekt i wymowa
Oprócz samego pomnika miejsce pamięci zwane Ehrenhain tworzyły geometrycznie nasadzone drzewa i krzewy oraz specjalnie ukształtowane otoczenie, swoim kształtem miało to symbolizować miejsce germańskich zgromadzeń ludowych „Thingstätte”. Okrągła budowla wykonana była z cegły murarskiej, zdobiona okładziną granitową, z przodu znajdowała się tablica pamiątkowa i godło III Rzeszy, natomiast po bokach wmurowane były swastyki. W górnej części znajdowała się misa ze zniczem odpalanym w czasie różnych uroczystości.